# Geldkraan
Een geldkraan is een denkbeeldige kraan waar geld doorheen vloeit. Opvallend is dat deze kraan voornamelijk in beeld komt als deze wordt dichtgedraaid, van opendraaien wordt minder vaak gesproken.
Dit metaforisch beeld illustreert de afhankelijkheid van de ontvanger van het geld van de gever. De kraan symboliseert de regelmatigheid van de geldstroom. In de meeste gevallen gaat het over subsidies of budgetten die verlaagd worden door een overheid. 
Er spreekt vaak ook een zekere dreiging uit het gebruik van geldkraan, waarmee de ontvanger (door de gever) gewezen wordt op eventuele financiële gevolgen van zijn of haar handelen.
In strips en tekenfilms wordt de geldkraan af en toe verbeeld, bijvoorbeeld bij Dagobert Duck.